# Phoradendron berryi
Phoradendron berryi är en sandelträdsväxtart som beskrevs av C.T. Rizzini. Phoradendron berryi ingår i släktet Phoradendron och familjen sandelträdsväxter. Inga underarter finns listade i Catalogue of Life.